# 陸伸
陸伸（1464年—1508年），字安甫，南直隶苏州府太仓州人，民籍。

## 生平
治《詩經》，行二，弘治五年（1492年）由國子生中式壬子科應天府鄉試第四十七名舉人，年四十五歲中式正德三年（1508年）戊辰科會試第二百七十五名，第三甲第八十四名進士。授礼部观政。一日早朝後，偶然有无名奏稿遗留在奉天门御道，其中语言触及劉瑾，司禮監传旨罚諸司朝官跪于丹墀，午後将後班三百餘人俱下锦衣卫诏狱拷问，陆伸遂死狱中。正德十六年（1521年），明世宗即位之十月，其子陆之箕乞求赐赠，乃赠大理寺右评事。

## 家族
曾祖陸继宗。祖父陸裕，贈奉直大夫兵部员外郎。父陸容，布政使司右参政。母张氏，封宜人。慈侍下。